# 傅希摯
傅希摯（1522年—1597年），字承弼，號後川，直隶真定府深州衡水縣（今河北省衡水市桃城区）人，明朝政治人物。

## 生平
嘉靖二十八年（1549年）己酉科順天府鄉試第五十九名舉人。嘉靖三十五年（1556年）中式丙辰科會試第二十五名，廷試三甲第八十七名進士。吏部观政，初授安邑縣知縣，三十八年升户部主事，四十二年升员外，四十三年升郎中，再升直隶淮安府知府。
隆慶二年（1567年）升任淮揚海防兵備副使。隆慶五年三月，升任浙江布政使司右參政兼副使、理兵備事。五月升任順天府府丞，十一月升都察院右僉都御史、巡撫山東。萬曆二年（1574年）四月，以原官總理河道。萬曆五年九月，升任都察院右副都御史、巡撫陝西。萬曆七年六月，任戶部右侍郎。
萬曆十一年（1583年）二月，起復任戶部右侍郎、兼都察院右僉都御史、漕運總督、廵撫鳳陽等處，十二月回部管事。萬曆十二年六月，升任戶部左侍郎、總督倉塲。萬曆十三年三月，升任南京戶部尚書。萬曆十四年，改任南京兵部尚書、參贊機務。萬曆十五年五月，改任兵部尚書、恊理京營戎政。十六年二月侍经筵，萬曆十七年三月以衰朽被劾，遂加太子少保致仕。二十五年七月賜祭葬。

## 家族
曾祖傅能；祖父傅山；父傅廣，衛經歷贈户部员外郎。母高氏，贈安人；繼母馬氏，封太安人。兄傅希説（生员）。